# Fanny Cano
Fanny Cano Damian (Huetamo de Núñez, Michoacán, 28 de febrero de 1944-Aeropuerto de Madrid-Barajas, Madrid, 7 de diciembre de 1983) fue una actriz mexicana.

## Biografía y carrera

### Primeros años
Fanny Cano Damian nació el 28 de febrero de 1944 en Huetamo de Núñez, Michoacán, siendo la segunda los seis hijos de Francisco Cano Romero y Aurelia Damián Espinoza. Estudió en la Facultad de Filosofía y Letras, perteneciente a la Universidad Nacional Autónoma de México (UNAM). 

### Incursión actoral
En 1961, apoyada por el publicista Jaime Valdés, formó parte en un taller de actuación dirigido por Seki Sano. El mismo año, debutó como actriz en la obra Baby Doll.
En 1962, hizo su debut en el cine con la película El cielo y la tierra. Obtuvo su primer estelar como pareja romántica de Cantinflas en la película Entrega inmediata de 1963. Alcanzó el verdadero reconocimiento en la televisión en la telenovela La mentira en 1965. Tuvo gran éxito con sus telenovelas Rubí en 1968, Yesenia en 1970 y Muñeca en 1974, que la consolidó como primera actriz. Fundó una compañía productora de películas junto a Julissa. En 1980, contrajo matrimonio con un hombre llamado Sergio Luis Cano.

## Muerte
El 7 de diciembre de 1983, luego de haber pasado una temporada en España, Cano realizaría un viaje a Roma, Italia, donde se reuniría con su hermana y su sobrina para que juntas visitaran la India. Teniendo como punto de salida el entonces conocido como Aeropuerto Adolfo Suárez Madrid-Barajas, abordó un avión tipo Boeing 727, perteneciente a la aerolínea española Iberia. El día de su viaje amaneció con grandes cantidades de niebla, por lo que mientras el aeroplano al que subió se encontraba en la pista de salida preparando su despegue con destino al aeropuerto de Roma-Fiumicino, un error de cálculo en las maniobras de vuelo y el mal clima, influyeron para que su avión colisionara con otro que también iniciaría su despegue. El choque le causó un politraumatismo que le provocó una muerte instantánea a los 39 años de edad. Los restos de su cuerpo que pudieron ser rescatados fueron repatriados a México, y sepultados en una cripta dentro de la parcela de la Asociación Nacional de Actores (ANDA) del Panteón Jardín, ubicado en Ciudad de México. De acuerdo a su año de nacimiento tenía 39 años al morir, pero su acta de defunción menciona que tenía 35.

## Filmografía

### Cine

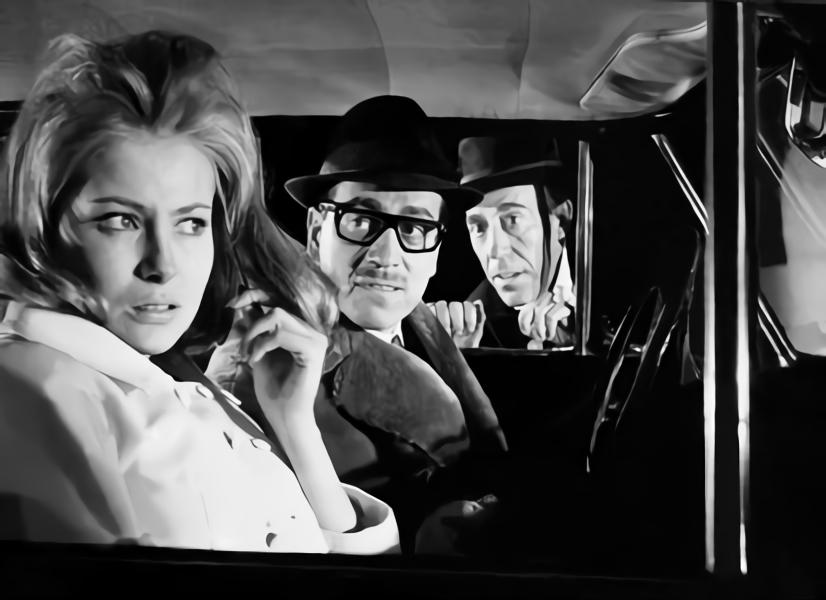
En Operación secretaria (1966).

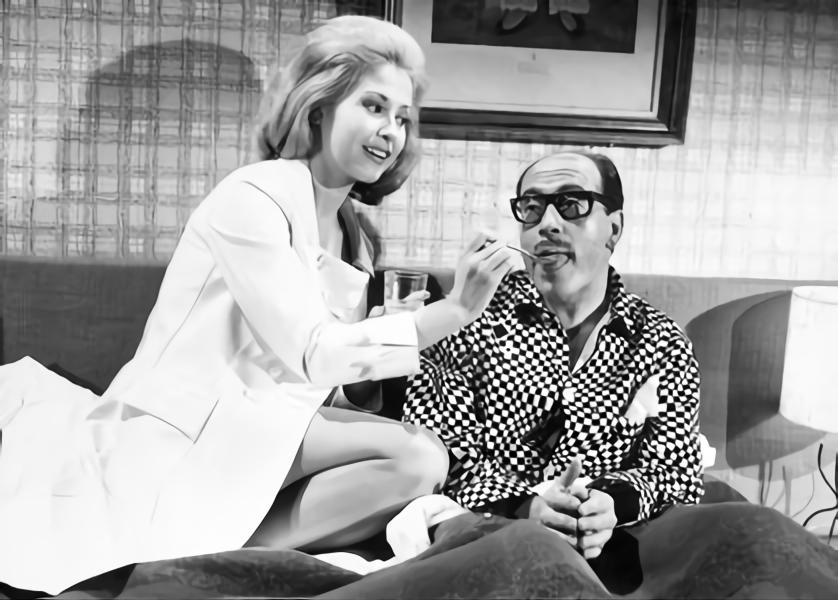
Con José Luis López Vázquez, en una fotografía publicitaria para Operación secretaria (1966).

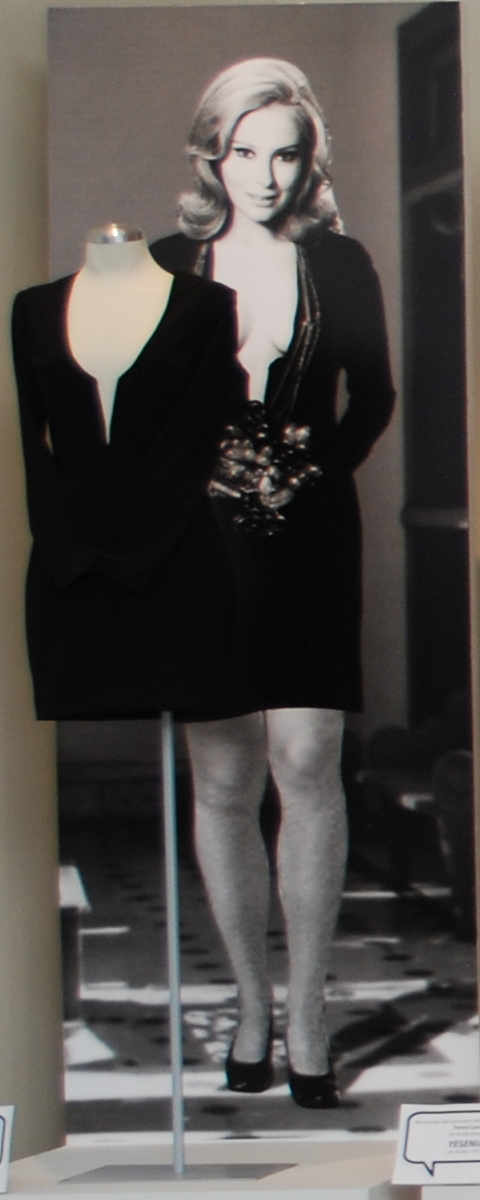
Uno de los vestidos que Cano usó para Rubí (1968), y una fotografía de ella usándolo.

- Una leyenda de amor (1982) - Amanda Cabrera
- La leyenda de Rodrigo (1981)
- La güera Rodríguez (1978)
- Zona roja (1976) - Leonor
- Las cautivas (1973) - Lucha
- Una mujer honesta (1972)
- Los jóvenes amantes (1971)
- Flor de durazno (1970)
- Las cadenas del mal (1970)
- Tres noches de locura (1970)
- La amante perfecta (1970)
- El amor y esas cosas (1969)
- Un nuevo modo de amar (1968)
- Un largo viaje hacia la muerte (1968)
- Cómo pescar marido (1967)
- Arrullo de Dios (1967)
- Sí quiero (1967)
- Operación Secretaria (1966)
- Los perversos (a go go) (1967) - Julieta
- Las amiguitas de los ricos (1967)
- Juventud sin ley (1966) - Ofelia
- Despedida de soltera (1966) - Susana
- Escuela para solteras (1965)
- Los reyes del volante (1964)
- Buenas noches, año nuevo (1964)
- Duelo en el desierto (1964)
- El solitario (1964)
- Frente al destino (1964)
- Entrega inmediata (1963)
- Dile que la quiero (1963)
- División narcóticos (1963)
- El cielo y la tierra (1962)

### Producción
- Las cautivas (1973)
- Victoria (1972) (No acreditada)
- Una mujer honesta (1972)

### Televisión
- Espejismo (1981) - Laura
- María José (1978) - María José
- Muñeca (1974) - Muñeca
- Penthouse (1973)
- Yesenia (1970) - Yesenia
- Rubí (1968) - Rubí Pérez Carvajal
- La mentira (1965) - Virginia